# Wandelpark (Valkenswaard)
Het Wandelpark is een natuurgebied van 25 ha, ten noorden van Valkenswaard. Het is eigendom van de gemeente Valkenswaard.

## Geschiedenis
In 1928 kocht Philips 150 ha grond van de gemeente Valkenswaard. Deze bestond uit heidegebied met enkele vennen, en naaldbossen op voormalige heide. Het bedrijf wilde hier arbeiderswoningen bouwen. Voorwaarde vanuit de gemeente was dat er een wandelpark van 25 ha zou worden aangelegd. De arbeiderswoningen zijn er nooit gekomen, het park wel.
Dit park werd ontworpen in de Engelse landschapsstijl. Het kwam te liggen in voormalig heidegebied waarin zich enkele Men maakte daarbij gebruik van de reeds aanwezige landschapselementen, zoals jeneverbes-opstanden en gagelstruwelen. Het Peetersven vormde het centrale deel van het park. Toen het park gereed was schonk de Valkenswaardse bevolking een monumentale stenen bank, welke aan Anton Philips en diens vrouw was opgedragen.
In 1974 verkocht Philips het Wandelpark voor het symbolische bedrag van één gulden aan de gemeente Valkenswaard.

## Natuurgebied
Het park is tegenwoordig een natuurgebied, ingeklemd tussen de bebouwing van Valkenswaard, natuurgebied de Valkenhorst, en het terrein van de Eindhovensche Golf. De golfbaan is eveneens door Anton Philips opgericht in 1928. Nabij het Wandelpark ligt een uitspanning.
In 2010 werd het Peetersven gesaneerd. Er komt daar weer de zeldzame drijvende egelskop voor. Verdere zeldzame planten zijn, naast de reeds genoemde jeneverbes en wilde gagel, de klokjesgentiaan, het veenpluis en de ronde zonnedauw. In en bij de vennen leeft de heikikker en de levendbarende hagedis.